# Navacèlas
Navacèlas (en francès Navacelles) és un municipi francès situat al departament del Gard i a la regió d'Occitània.